# Qualitat total
La qualitat total, altrament dita gestió total de la qualitat (en anglès, Total Quality Management, TQM), Excel·lència a la Gestió o Excel·lència Empresarial, és una activitat científica, sistemàtica i portada a terme per tota l'organització mitjançant la qual l'empresa es deu als seus clients a través dels seus productes i serveis. Tot i que algunes persones poden tenir la temptació de pensar que es tracta d'un estat assolit, no és cap mena d'estat ni de nivell de qualitat sinó un procediment, una manera de fer i d'actuar en tot moment.

## Models de Qualitat Total
Existeixen nombrosos model de qualitat total o excel·lència, alguns d'ells són parcials i no s'utilitzen, però serveixen per a posar exemples teòrics senzills als estudiants perquè més tard comprenguin més fàcilment d'altres més complets i elaborats, que solen incloure la major part dels parcials.

### Alguns models parcials
Existeixen molts models parcials semblants entre ells i al final els escollits com a exemple solen ser els que només tenen en compte un aspecte de la qualitat total, però prou desenvolupat. Alguns dels models parcials més típics a la bibliografia de teoria són:
- La trilogia de Juran[1]
- El triangle de Joiner[1]
- Els 14 punts de Deming, que s'adopta com a eina bàsica del cicle de millora PDCA.[1]
- Les normes ISO 9000 abans de l'any 2000.[1]

### Models de gestió total de la qualitat
Els models globals de gestió total de la qualitat són menys nombrosos i molt més sofisticats i amplis que els parcials. El fet de voler abastar tot l'entorn del producte o servei d'una entitat fa que finalment aquests models tinguin força semblances entre ells, però a cada país es prefereix un o altre, ja que cadascun l'adapta a la cultura, legislació i manera de fer d'un Estat o grup d'ells i a més convé que un sistema empresarial (format pels proveïdors, clients i col·laboradors d'una empresa) segueixin tots el mateix model. Per exemple:
- A Europa es segueix sobretot el Model Europeu d'Excel·lència de la Fundació Europea per a la Gestió de la Qualitat (el darrer a 2010 és l'EFQM 2010) i les normes ISO 9000: 2008, és a dir, la darrera, en 2010, versió de les normes ISO 9000. Només les versions ISO 9000: 2000 i ISO 9000: 2008 són vàlides com a model de qualitat total. Les anteriors ho són de la qualitat, però no de qualitat total o excel·lència.[1]
- Als Estats Units es prefereix el model estaunidenc Malcolm Baldrige.[1]
- A Mèxic, Centre i Sud Amèrica s'utilitza sobretot el Modelo Iberoamericano.[1]